# ويليام تومسون (مجدف)
ويليام تومسون (بالإنجليزية: William Thompson)‏ هو مجدف أمريكي، ولد في 19 يوليو 1908 في نابا في الولايات المتحدة، وتوفي في 8 فبراير 1956 في لوس أنجلوس في الولايات المتحدة.

## وصلات خارجية
- ويليام تومسون على موقع الاتحاد الدولي للتجديف (الإنجليزية)
- ويليام تومسون على موقع اللجنة الأولمبية الدولية (الإنجليزية)
- ويليام تومسون على موقع أوليمبيديا (الإنجليزية)